# Hôtel Brackenhoffer
Pour les articles homonymes, voir Brackenhoffer.
L'hôtel Brackenhoffer est un monument historique situé à Strasbourg, dans le département français du Bas-Rhin.

## Localisation
Ce bâtiment est situé au 11, rue de l'Épine à Strasbourg.

## Historique
L'édifice fait l'objet d'une inscription au titre des monuments historiques depuis 1934.